# ألتونتاش
أبو سعيد ألتونتاش خوارزمشاه كان مملوكًا تركيًّا للحاكمين الغزنويين سبكتكين ومحمود بن سبكتكين. «وعين السلطان محمود حاجبه الكبير ألتونتاش لحكم خوارزم، وأعطاه خوارزم، وظل حاكما على خوارزم حتى آخر عهده، وكان فتح خوارزم سنة ٤٠٨هـ/١٠١٧م». بعد موته خلفه ابنه هارون.